# Leptodictyum kurdicum
Leptodictyum kurdicum là một loài Rêu trong họ Amblystegiaceae. Loài này được (Schiffner) Broth. mô tả khoa học đầu tiên năm 1925.